# سازمان فضایی ملی اوکراین
سازمان فضایی ملی اوکراین (به اوکراینی: Національне космічне агентство України) یک سازمان دولتی است که مسئولیت سیاست‌ها و برنامه‌ریزی‌های فضایی اوکراین را بر عهده دارد. این سازمان در سال ۱۹۹۳ تأسیس شده‌است و دفتر آن شهر کی‌یف می‌باشد. بودجه این سازمان ۲۵۰ الی ۳۰۰ میلیون دلار است.